# Joseph Dumont
Joseph Dumont (Du Mont) (1811–1861) – niemiecki dziennikarz. Zapewnił "Kölnische Zeitung" jedno z pierwszych miejsc wśród wielkich dzienników niemieckich.